# (431397) Carolinregina
(431397) Carolinregina est un astéroïde de la ceinture principale.

## Description
(431397) Carolinregina est un astéroïde de la ceinture principale. Il fut découvert le 14 avril 2007 à Heidelberg par Felix Hormuth. Il présente une orbite caractérisée par un demi-grand axe de 2,66 UA, une excentricité de 0,16 et une inclinaison de 11,2° par rapport à l'écliptique.